# Premi Emmy 1981
La cerimonia della 33ª edizione dei Primetime Emmy Awards (33rd Primetime Emmy Awards) si è tenuta  fu tenuta al Pasadena Civic Auditorium di Pasadena (California) il 13 settembre 1981.
La cerimonia fu presentata da Shirley MacLaine e Ed Asner.

## Primetime Emmy Awards
Per le candidature, furono presi in considerazione i programmi trasmessi tra il 1º luglio 1980 e il 30 giugno 1981.

### Migliore serie televisiva drammatica
- Hill Street giorno e notte (Hill Street Blues)
- Dallas
- Lou Grant
- Quincy (Quincy M.E.)
- Time Out (The White Shadow)

### Migliore serie televisiva comica o commedia
- Taxi
- Barney Miller
- M*A*S*H
- Soap
- WKRP in Cincinnati

### Miglior miniserie
- Shōgun
- Masada
- Rumpole of the Bailey
- La talpa (Tinker, Tailor, Soldier, Spy)
- La valle dell'Eden (East of Eden)

### Miglior speciale drammatico
- Fania (Playing for Time)
- La caduta di un angelo (Fallen Angel)
- Donne (The Women's Room)
- Evita Peron (Evita Peron)
- Prima dell'ombra (The Shadow Box)

### Migliore attore in una serie drammatica
- Daniel J. Travanti – Hill Street giorno e notte
- Edward Asner – Lou Grant
- Jim Davis – Dallas
- Louis Gossett Jr. – Palmerstown, U.S.A.
- Larry Hagman – Dallas
- Pernell Roberts – Trapper John (Trapper John, M.D.)

### Migliore attore in una serie comica o commedia
- Judd Hirsch – Taxi
- Alan Alda – M*A*S*H
- Hal Linden – Barney Miller
- Richard Mulligan – Soap
- John Ritter – Tre cuori in affitto (Three's Company)

### Miglior attore protagonista in una miniserie o film
- Anthony Hopkins – Bunker (The Bunker)
- Richard Chamberlain – Shōgun
- Toshirō Mifune – Shōgun
- Peter O'Toole – Masada
- Peter Strauss – Masada

### Migliore attrice in una serie drammatica
- Barbara Babcock – Hill Street giorno e notte
- Barbara Bel Geddes – Dallas
- Linda Gray – Dallas
- Veronica Hamel – Hill Street giorno e notte
- Michael Learned – Mary Benjamin (Nurse)
- Stefanie Powers – Cuore e batticuore (Hart to Hart)

### Migliore attrice in una serie comica o commedia
- Isabel Sanford – I Jefferson (The Jeffersons)
- Eileen Brennan – Taxi
- Cathryn Damon – Soap
- Katherine Helmond – Soap
- Lynn Redgrave – House Calls

### Miglior attrice protagonista in una miniserie o speciale
- Vanessa Redgrave – Fania (Playing for Time)
- Ellen Burstyn – The People vs. Jean Harris
- Catherine Hicks – Marilyn - Una vita, una storia (Marilyn: The Untold Story)
- Yōko Shimada – Shōgun
- Joanne Woodward – Negro Go Home (Crisis at Central High)

### Migliore attore non protagonista in una serie drammatica
- Michael Conrad – Hill Street giorno e notte
- Mason Adams – Lou Grant
- Charles Haid – Hill Street giorno e notte
- Robert Walden – Lou Grant
- Bruce Weitz – Hill Street giorno e notte

### Migliore attore non protagonista in una serie comica o commedia
- Danny DeVito – Taxi
- Howard Hesseman – WKRP in Cincinnati
- Steve Landesberg – Barney Miller
- Harry Morgan – M*A*S*H
- David Ogden Stiers – M*A*S*H

### Miglior attore non protagonista in una miniserie o speciale
- David Warner – Masada
- Andy Griffith – Assassinio nel Texas (Murder in Texas)
- Yuki Meguro – Shōgun
- Anthony Quayle – Masada
- John Rhys-Davies – Shōgun

### Migliore attrice non protagonista in una serie drammatica
- Nancy Marchand – Lou Grant
- Barbara Barrie – L'America in bicicletta (Breaking Away)
- Barbara Bosson – Hill Street giorno e notte
- Linda Kelsey – Lou Grant
- Betty Thomas – Hill Street giorno e notte

### Migliore attrice non protagonista in una serie comica o commedia
- Eileen Brennan – Soldato Benjamin (Private Benjamin)
- Loni Anderson – WKRP in Cincinnati
- Marla Gibbs – I Jefferson
- Anne Meara – Archie Bunker's Place
- Loretta Swit – M*A*S*H

### Miglior attrice non protagonista in una miniserie o speciale
- Jane Alexander – Fania (Playing For Time)
- Colleen Dewhurst – Donne
- Patty Duke – Donne
- Shirley Knight – Fania (Playing For Time)
- Piper Laurie – Bunker

### Migliore regia per una serie drammatica
- Hill Street giorno e notte – Robert Butler per l'episodio Hill Street Station
- American Dream – Mel Damski per l'episodio pilota
- Hill Street giorno e notte – Corey Allen per l'episodio Jungle Madness
- Hill Street giorno e notte – Georg Stanford Brown per l'episodio Up in Arms
- Lou Grant – Burt Brinckerhoff per l'episodio Pack
- Lou Grant – Gene Reynolds per l'episodio Strike

### Migliore regia per una serie comica o commedia
- Taxi – James Burrows per l'episodio Elaine's Strange Triangle
- Barney Miller – Noam Pitlik per l'episodio Liquidation
- Happy Days – Jerry Paris per l'episodio Hello Mrs. Arcola
- M*A*S*H – Alan Alda per l'episodio The Life You Save
- M*A*S*H – Burt Metcalfe per l'episodio No Laughing Matter
- WKRP in Cincinnati – Rod Daniel per l'episodio Venus Flytrap Explains the Atom

### Miglior regia per una miniserie o speciale
- Kent State - Come accadde e perché (Kent State) – James Goldstone
- Masada – Boris Sagal per la quarta puntata
- La morte invisibile (Bitter Harvest) – Roger Young
- Prima dell'ombra – Paul Newman
- Shōgun – Jerry London per la quinta puntata

### Migliore sceneggiatura per una serie drammatica
- Hill Street giorno e notte – Michael Kozoll, Steven Bochco per l'episodio Hill Street Station
- American Dream – Ronald M. Cohen, Barbara Corday, Ken Hecht per l'episodio pilota
- Hill Street giorno e notte – Michael Kozoll, Steven Bochco, Anthony Yerkovich per l'episodio Jungle Madness
- Lou Grant – Seth Freeman per l'episodio Rape
- Lou Grant – April Smith per l'episodio Strike

### Migliore sceneggiatura per una serie comica o commedia
- Taxi – Michael Leeson per l'episodio Tony's Sister and Jim
- M*A*S*H – Mike Farrell, John Rappaport, Dennis Koenig, Thad Mumford, Dan Wilcox, Burt Metcalfe per l'episodio Death Takes the Holiday
- Ralph supermaxieroe (The Greatest American Hero) – Stephen J. Cannell per l'episodio pilota Il mistero della valigetta
- Taxi – Glen Charles, Les Charles per l'episodio Going Home
- Taxi – David Lloyd per l'episodio Elaine's Strange Triangle

### Migliore sceneggiatura per una miniserie o speciale
- Fania – Arthur Miller
- Masada – Joel Oliansky per la quarta puntata
- La morte invisibile – Richard Friedenberg
- Prima dell'ombra – Michael Cristofer
- Shōgun – Eric Bercovici per la quinta puntata